# سوسنة

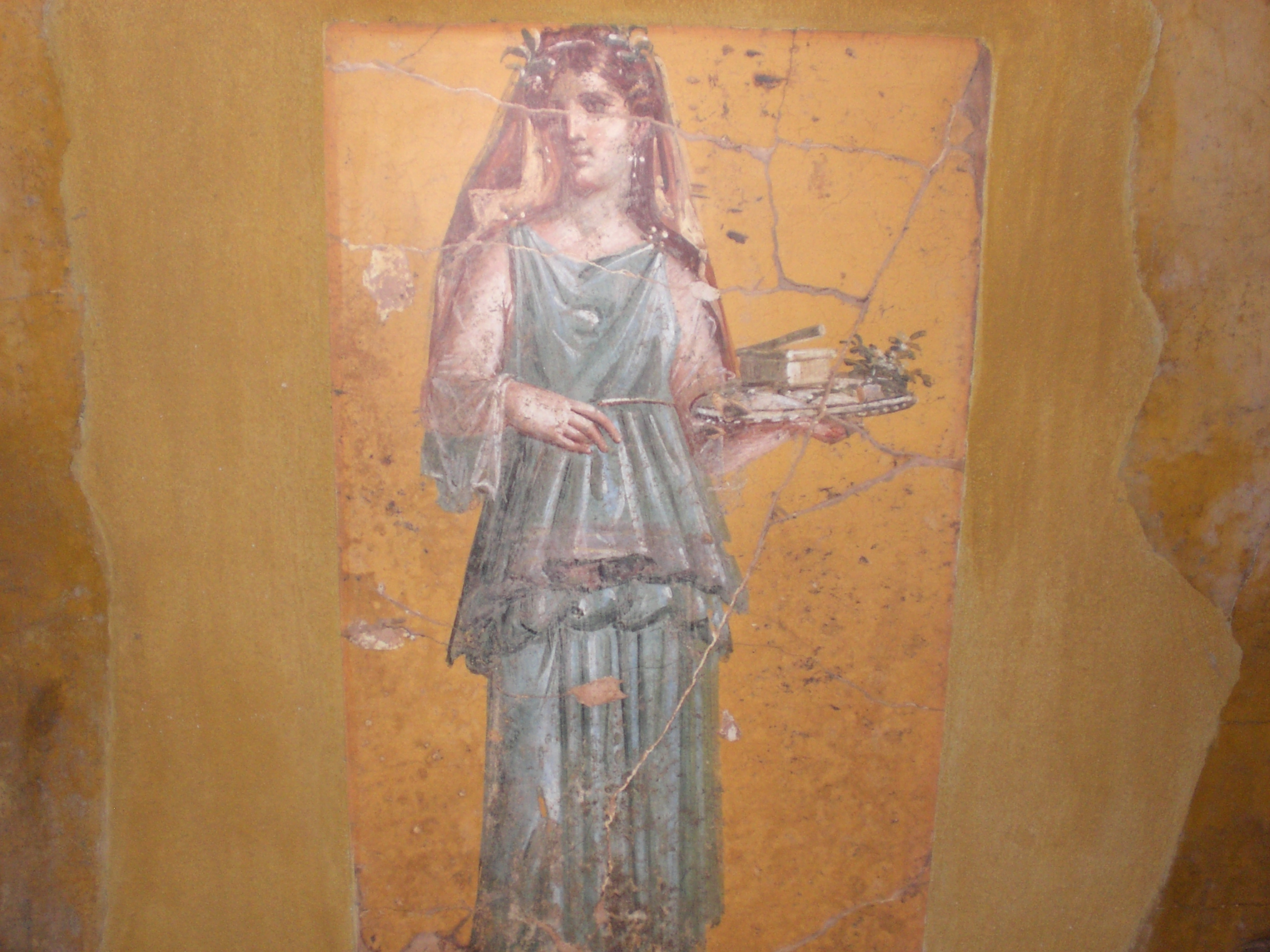

سوسنة هو اسم لإحدى النساء المذكورة في العهد الجديد وكانت تتبع يسوع المسيح؛ وقد ذكرت في إنجيل لوقا الفصل الثامن، باعتبارها إحدى النساء التابعات.
انظر إنجيل لوقا: 3/8